# 核爆弾

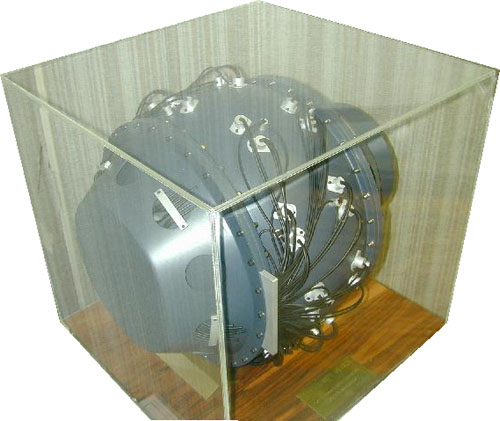
初期の核爆弾の模型

核爆弾（、英: nuclear bomb）は、核兵器の一種で、核分裂連鎖反応や核融合反応を利用した爆弾。現在では、特に航空機から投下される自由落下型核兵器を指して核爆弾の用語が使用される。

## 概要
ウランやプルトニウムを核分裂させそのエネルギーを使用する核爆弾のことを原子爆弾（核分裂爆弾）、重水素などを核融合させそのエネルギーを使用する核爆弾のことを水素爆弾（核融合爆弾）という。
初期の核兵器はいずれも航空機から投下される航空爆弾として運用された。米国のリトルボーイMk.1、ファットマンとファットマンから派生したMk.3、英国の核爆弾ブルーダニューブMk.1（青きドナウ）、及び水素爆弾イエローサンMk.1（黄色い太陽）といった開発当初の核兵器は、大きくかつ重く、同じく開発されたばかりの弾道ミサイルに搭載して運用するには過大だった。第二次世界大戦が終わってまもなく、各国で核兵器の開発が盛んに行われた1950年代には、有効な核兵器運搬手段としては大型爆撃機しか無く、それゆえ核兵器は航空爆弾として運用されたのである。
人類史上初、かつ2023年現在唯一実戦で核爆弾を使用したのは米国であり、投下先は日本の広島、長崎である。

## 運用と退役
研究が進み核兵器が小型化され、ロケットの性能が向上すると核兵器の主力は核弾頭を搭載した弾道ミサイルとなった。1960年代になり、米国のMark57のような小型核兵器が開発されると核爆弾は小型の航空機にも搭載できるようになり、単座の戦闘爆撃機による核攻撃ミッションが各国の空軍部隊で採用されるようになった。その後、米国のB61のような威力可変型核爆弾が開発されると戦術用途のみならず戦略任務も課せられるようになる。

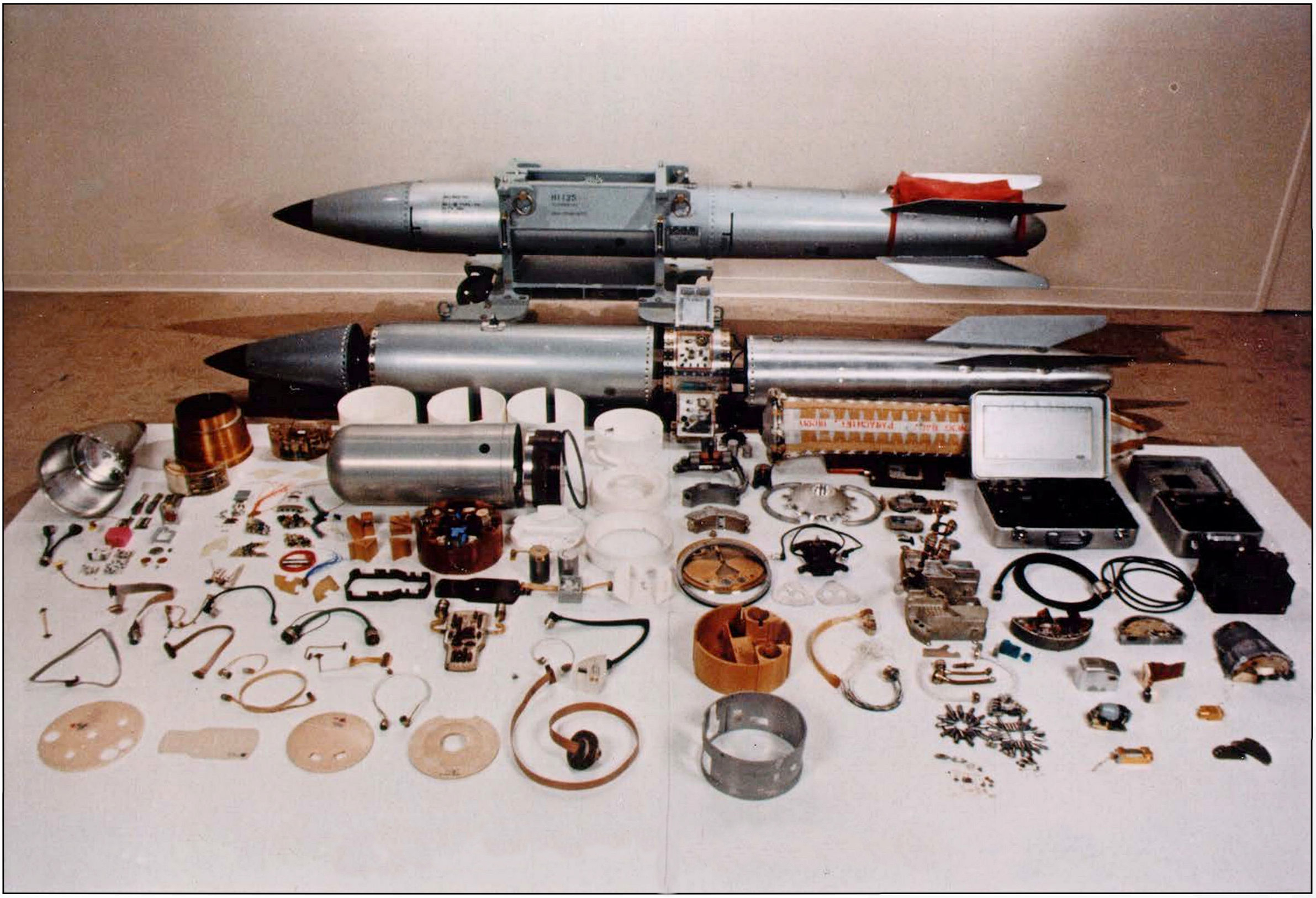
B-61自由落下核爆弾。奥が完成状態、中段が分解状態で、手前下段のマットに乗せられた部品から構成される。核弾頭はマット上の部品の内、中央上方やや右の砲弾型金属ケースの物体

航空機投下型核爆弾では、核爆発による自機の被害を避けるため特殊な運用が成される。そのひとつであるトス爆撃方法では、航空機は目標直前で急上昇しつつ核爆弾を切り離し、目標上空へ核爆弾を放り上げる。航空機は核爆弾が上昇から落下に移る時間を利用して核爆発の影響圏内から退避する。また投下後にパラシュートがひらき、落下速度を減じるパラシュート減速爆弾では、核爆弾の落下そのものの時間を利用して退避する。
冷戦期の核保有国の空軍は多数の航空機投下型核爆弾を配備し、核攻撃任務を担っていた。しかしながら冷戦が終了すると軍事予算の削減の影響で、これらの核爆弾は1990年代後半から順次退役し、各国とも核戦力を弾道ミサイルに絞り込みつつある。そのなかで巨大で目標になりやすく、かつ攻撃に脆弱な空港という施設から運用される航空機による戦略核攻撃部隊は真っ先に削減対象になり、多くの国々で自由落下型航空核兵器が退役した。また航空機発射型巡航ミサイルを運用する爆撃機部隊も一部の国々を除いて退役が進んでいる。

## 拡散
核拡散防止条約 (NPT) 体制下では、核兵器の保有は一部の国々の特権となっているが、秘密裏に核兵器を開発した国々や、そもそもNPTに加入せずに核兵器を開発した国々もある。
まず核兵器を保有して戦争への抑止力とし、時間を稼ぎつつ運搬手段の開発を進め、核戦力に実効性を持たせるというのが各国の趨勢である。
国内に十分な量の「燃料用プルトニウム」を保持しており、「燃料用プルトニウム」をより兵器転用に適した状態に処理可能な高速増殖炉や高性能照射炉を運用する技術的蓄積を持ち、大型ロケット等の開発・運用能力を有する日本は、理論上は他国からの技術供与・資源供与がなくとも核武装が可能であることから、しばしば「潜在的な核保有国」と表現される。